# Повіт Камі-Укена
Пові́т Ка́мі-Уке́на (яп. 上浮穴郡, かみうけなぐん, МФА: [kamʲi ukena guɴ]) — повіт в префектурі Ехіме, Японія. Станом на 1 липня 2012 року його площа становила 583,66 км². Населення складало 9290 осіб, а густота населення — 15,9 осіб/км². До складу повіту входить містечко Кумакоґен.